# 黃腹剛果麗魚
黃腹剛果麗魚，為輻鰭魚綱鱸形目隆頭魚亞目慈鯛科的其中一種，分布於非洲Ubanghi河與Shari河上游流域，體長可達6.2公分，棲息在底中層水域，生活習性不明。